# Ludwik Bernacki (historyk)
Ludwik Bernacki (ur. 12 czerwca 1882 w Jaworowie, zm. 19 września 1939 we Lwowie) – polski historyk literatury polskiej i teatru, edytor, bibliotekarz, bibliograf, dyrektor Zakładu Narodowego im. Ossolińskich we Lwowie.

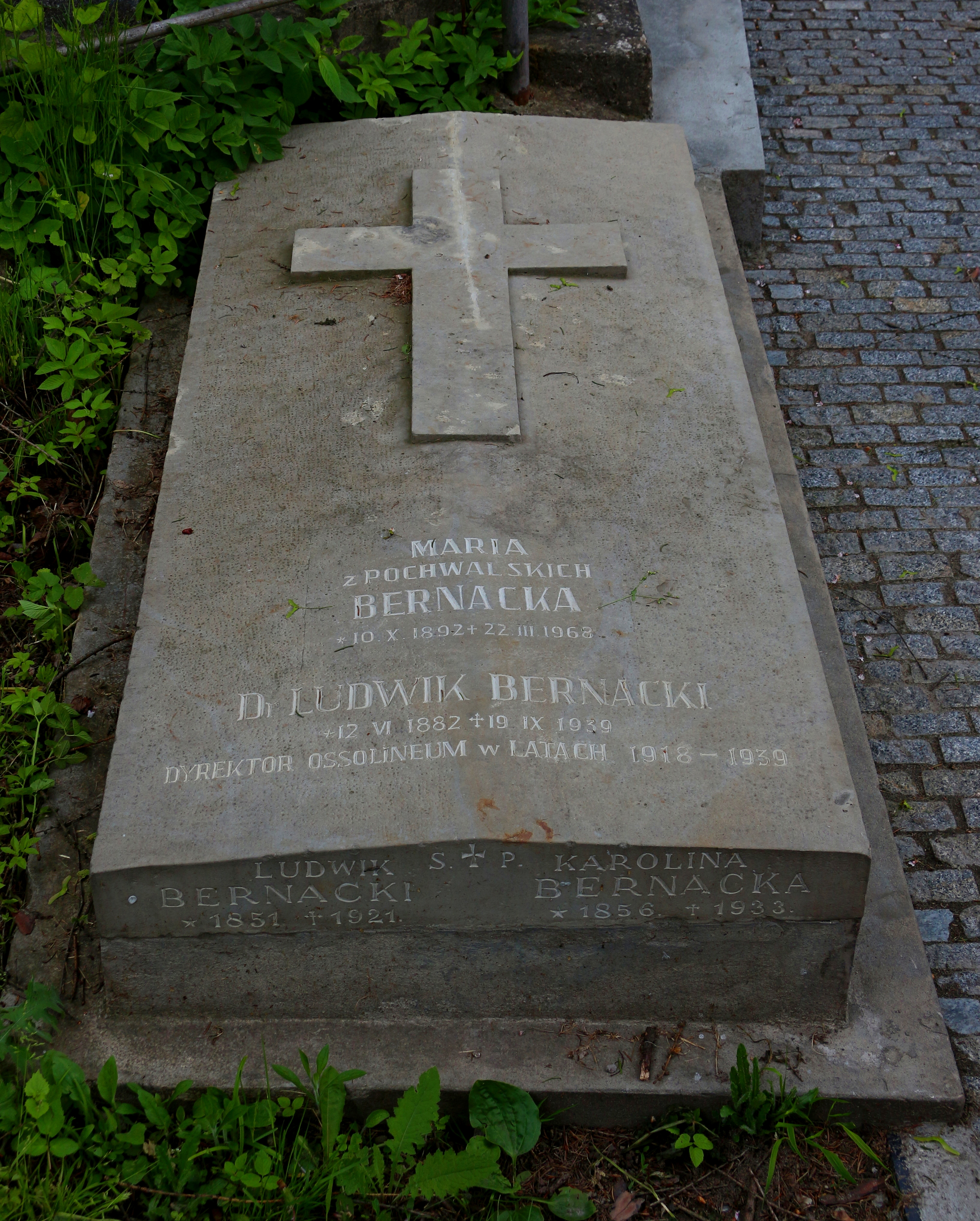
Grób rodziny Bernackich na cmentarzu Łyczakowskim

## Życiorys
Syn Ludwika i Karoliny ze Słupnickich. Ukończył Zakład Naukowo-Wychowawczy Ojców Jezuitów (gimnazjum) w Bąkowicach pod Chyrowem (w 1900) i Uniwersytet Lwowski. W latach 1900–1905 był aplikantem w Archiwum Krajowym Akt Grodzkich i Ziemskich we Lwowie. Od 1906 do śmierci pracował we lwowskim Ossolineum, z początku jako skryptor i kustosz, od 5 marca 1917 jako zastępca dyrektora, a od 1 lipca 1918, po śmierci Wojciecha Kętrzyńskiego, jako dyrektor. Od 1919 docent Uniwersytetu Jagiellońskiego, od 1920 członek korespondent Polskiej Akademii Umiejętności. Członek rzeczywisty Towarzystwa Naukowego Warszawskiego (od 1915), członek czynny Towarzystwa Naukowego we Lwowie (od 1920).
Miał duże przygotowanie bibliograficzne i biblioteczne. Gruntownie zreformował i unowocześnił Ossolineum. Wznowił Przewodnik Bibliograficzny, brał udział w pracach komisji rewindykacyjnej w Moskwie po I wojnie światowej. Był autorem m.in. monografii Pierwsza książka polska (1918) oraz zbioru materiałów Teatr, dramat i muzyka za Stanisława Augusta (1925).
Zmarł nagle na serce 19 września 1939 we Lwowie w bramie Ossolineum na wieść o agresji ZSRR na Polskę. Pochowany został na cmentarzu Łyczakowskim.

## Ordery i odznaczenia
- Złoty Krzyż Zasługi (25 maja 1928)[5]
- Złoty Wawrzyn Akademicki (5 listopada 1938)[6]
- Srebrny Wawrzyn Akademicki (5 listopada 1935)[7]

## Publikacje
- Ludwik Bernacki, Pierwsza książka polska. Studyum bibliograficzne z 86 podobiznami, Wydawnictwa Biblioteki Zakładu Narodowego im. Ossolińskich, Lwów 1918.
- Ludwik Bernacki, Teatr, dramat i muzyka za Stanisława Augusta: z 68 podobiznami, Wydawnictwa Biblioteki Zakładu Narodowego im. Ossolińskich, Lwów 1925.